# Shivers Two: Harvest of Souls
Shivers Two: Harvest of Souls ist ein Spiel aus der Shivers-Serie von Sierra Entertainment. In den USA erschien es im Frühling 1997. In Deutschland wurde es unter dem Namen Harvest of Souls – Stadt der verlorenen Seelen bekannt, welches im Sommer 1997 auf dem deutschen Markt kam. Im Gegensatz zu Shivers, dem ersten Teil, wurde das Spiel ohne Roberta Williams entworfen. Marcia Bales war alleine als Designerin des Spiels tätig.

## Handlung
Man befindet sich auf der Reise nach Cyclone in Arizona. Unsere Freunde haben uns dorthin eingeladen, um mit ihnen ein Musikvideo zu produzieren. Im verschlafenen Canyon-Städtchen müssen wir aber feststellen, das unsere Freunde spurlos verschwunden sind – und nicht nur die. Die Stadt ist wie ausgestorben. Alle sind Opfer eines uralten indianischen Fluches geworden, den es gilt zu brechen. Aber Vorsicht: Im Hintergrund schleicht eine mysteriöse Gestalt durch die Straßen von Cyclone. Weiterhin scheinen sich in dieser Stadt einige Intrigen und Verbrechen abgespielt zu haben. Man gerät in eine unheimliche Geschichte über einen Fluch, einem tödlichen Unfall und sogar Mord. Die Aufgabe des Spielers ist es seine Freunde und die anderen Bewohner vom Fluch zu befreien. Dazu müssen Gebetsstäbe (Bahos) in den Canyon gebracht werden. Im Canyon lauern die Petroglyphen, die darauf warten das Leben nach und nach zu stehlen.

## Spielprinzip und Technik
Shivers Two ist ein 1st-Person-Adventure, das heißt, die Darstellung des Geschehens erfolgt aus der Perspektive des Spielers. Es wird ein teilanimiertes Standbild der Umgebung des Spielers dargestellt, das dieser mit dem Mauscursor untersuchen kann. Verändert sich an einer Stelle die Form des Mauscursors an einem sogenannten Hotspot, ist eine Interaktion mit dieser Stelle möglich. Shivers Two bindet FMV in das Spielgeschehen ein: Mit Schauspielern gedrehte Szenen werden in die vorgerenderten und zum Teil nachbearbeiteten Hintergründe eingefügt.

## Rezeption
Aus 4 aggregierten Wertungen erzielt Shivers Two: Harvest of Souls auf GameRankings einen Score von 69 %.